# Lemes del franquisme
Els lemes del franquisme són consignes i frases que servien per enaltir i difondre la ideologia del franquisme, creades pels dirigents del règim o per les organitzacions partidàries. Alguns lemes revestien caràcter semioficial per l'ampli suport des del govern i d'altres tenien un caràcter més local.

Escut d'Espanya durant el franquisme, que incorpora la cartel·la amb el lema «Una Gran i Lliure», juntament amb altres motius heràldics que s'afegeixen als del escut tradicional d'Espanya (les armes de Castella, Lleó, Aragó, Navarra, i les Columnes d'Hèrcules amb la cartel·la Plus Ultra) altres presos del escut dels Reis Catòlics: l'Àguila de Sant Joan Evangelista i el jou i les fletxes que també va utilitzar la Falange Española Tradicionalista y de las JONS (els reis els havien adoptat per coincidir amb les inicials d'Isabel i de Ferran).

## ¡Una, Grande y Libre!
«¡Una, Grande y Libre!» consisteix en una simplificació nacionalista del concepte d'Espanya, que la defineix com:
- «indivisible», negant la possibilitat de qualsevol independentisme o descentralització territorial.
- «Imperial», per l'imperi perdut a l'Amèrica i el que es volia construir a l'Àfrica.
- I «no sotmesa a influències foranes», en referència a la imaginada conspiració Judeo-Maçònica-Comunista-Internacional (una obsessió personal de Franco), concretada a la Unió Soviètica, a les democràcies europees, als Estats Units (fins als pactes de l'any 1953) o l'enemic forà que toqués en cada moment, així com al llarg llistat d'elements de l'interior que es van qualificar d'anti-espanyols, rojos, separatistes, liberals…

### Interpretació. La tríada

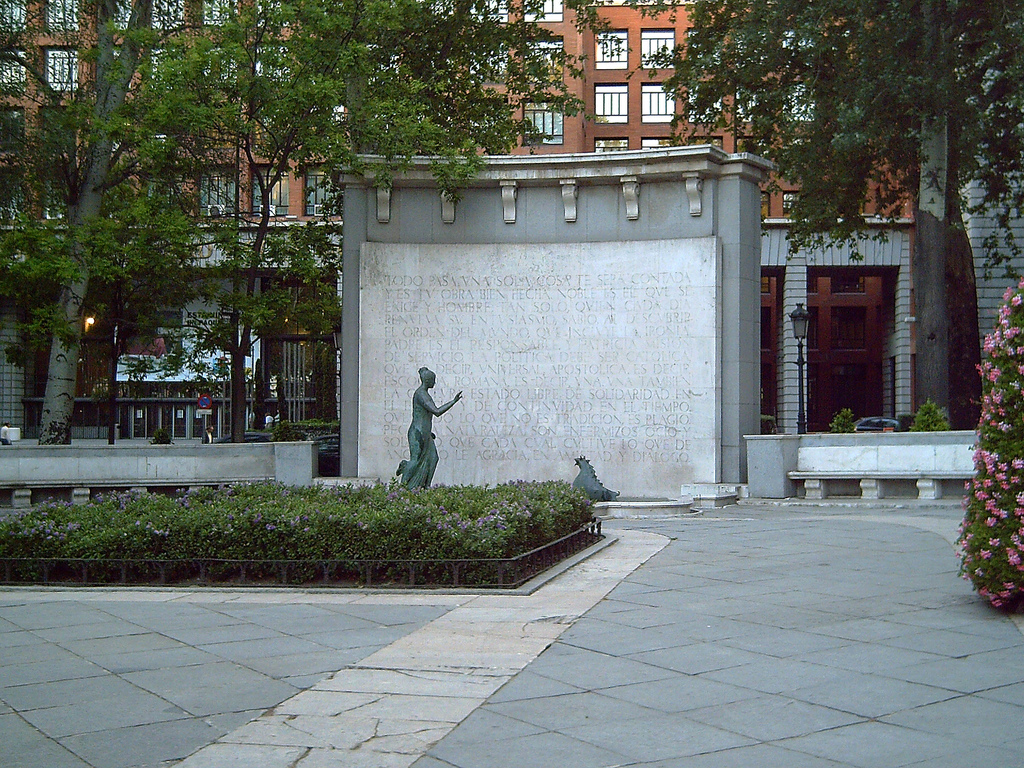
Monument a Eugeni d'Ors i Rovira a Madrid, que conté inscripcions amb fragments de la seva obra, moltes d'elles fan referència a lemes del franquisme.

No és casual que l'elecció del número tres, de clar simbolisme teològic (la Santíssima Trinitat: Pare, Fill i Esperit Sant), que implícitament compara a Espanya amb les notes definitòries de l'Església, que és "Catòlica, Apostòlica i Romana" (és a dir, una, escollida i universal). Aquestes comparacions s'han d'entendre en el context del nacionalcatolicisme, un component essencial de la ideologia franquista encara que no de la falangista, tot i que aquesta si que l'emprava com a recurs retòric.
L'expressió d'un concepte que es pretén sublimar en un "lema trinitari" és molt habitual històricament, i s'ha relacionat en alguna ocasió amb els pobles indoeuropeus, que organitzaven en tríades als seus deus i divisions socials, de forma semblant a la divisió en estaments de la societat medieval i de l'Antic Règim. Lemes trinitaris són també el de la revolució francesa "Llibertat, igualtat, fraternitat" i alguns altres, com el de la República Dominicana ("Déu, Pàtria i Llibertat), i a l'àmbit ideològic de la dreta espanyola, el del carlisme ("Déu, Pàtria, Rei").
Superant la categoria dels lemes, com a forma triàdica d'organització de categories es poden citar les també falangistes "unitats naturals de la vida política" ("Família, Municipi i Sindicat"). En un món intel·lectual oposat, el sistema hegelià o la tríada dialèctica. De vegades, s'ha identificat aquestes estructures triàdiques amb una determinada manera -"occidental" o "patriarcal"- d'entendre el món, que contrastaria amb altre tipus d'estructura mental.

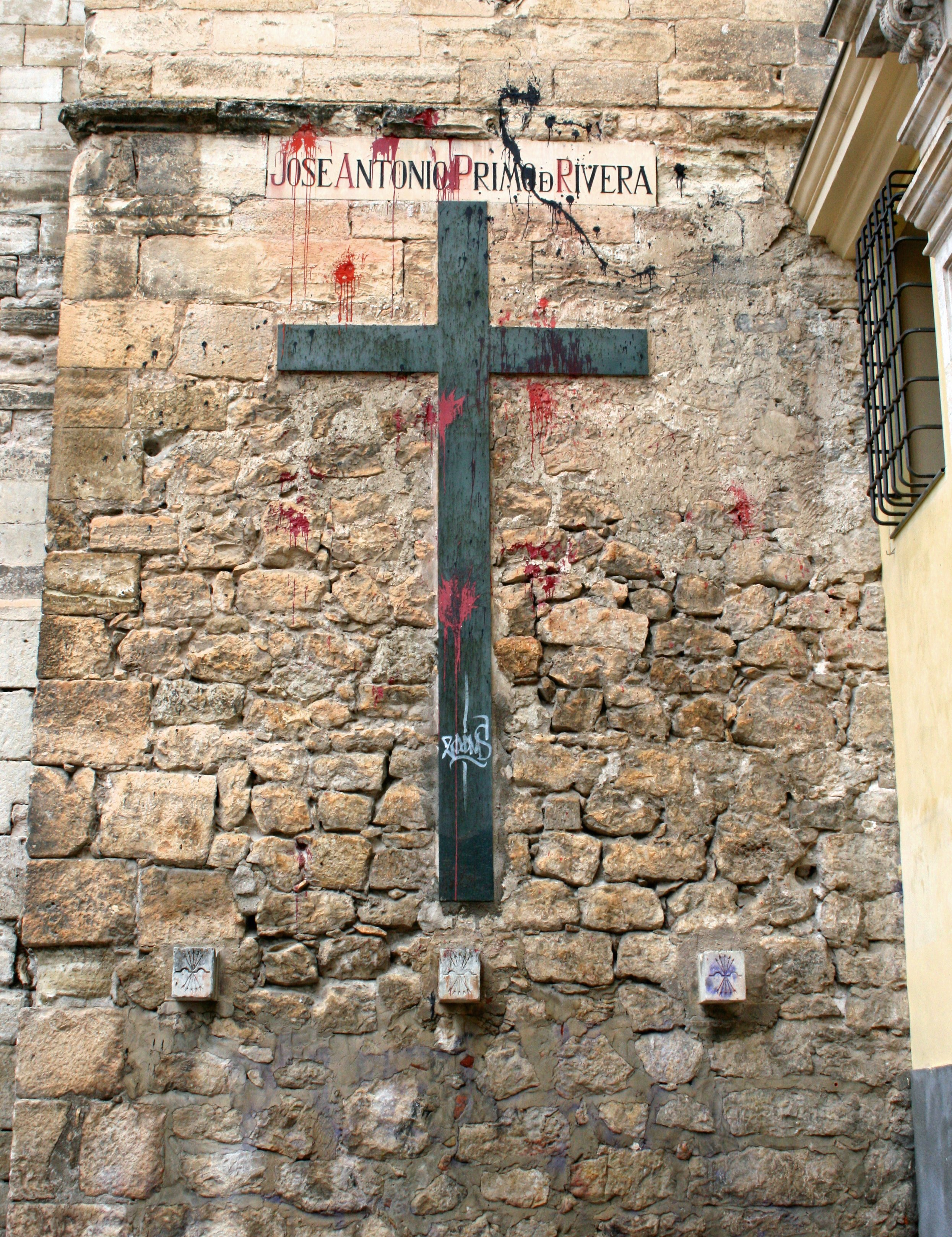
Mur exterior de la Catedral de Conca, amb una placa en homenatge als "Caiguts per Déu i per Espanya".

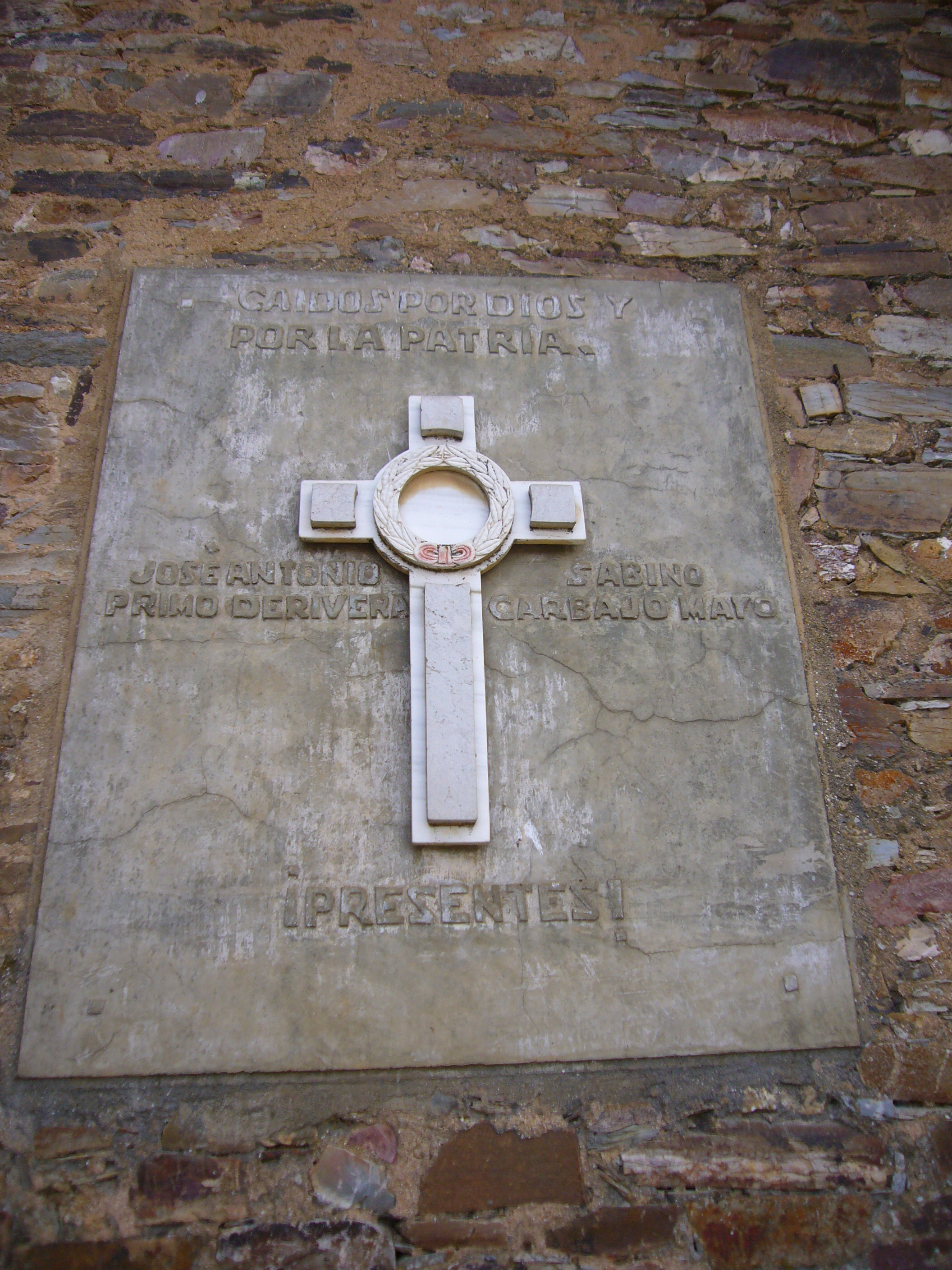
Mur exterior de l'església de Ferreruela a Zamora, que posseeix una placa en homenatge als «Caiguts per Déu i per la Pàtria».

### Ús
Normalment el crit es feia servir com a resposta coral de la multitud al final d'un discurs, en un joc efectista i rutinari que tancava l'acte i permetria la ulterior dispersió de l'audiència, fins al punt que l'entonació dels crits era coneguda com "els crits de ritual" a les ressenyes de premsa de l'època i als documents oficials. El que es pot comparar amb el diàleg d'un predicador carismàtic amb la congregació que li respon Amen!. El dirigent finalitzava cridant tres vegades: España!, i l'audiència responia a cadascun dels tres crits successivament Una!, Grande!, Libre!. Després el dirigent cridava: Arriba España!, i com a resposta l'audiència cridava: Arriba!. Molt sovint es feia memòria amb un altre crit a Jose Antonio!, responent la multitud Presente!, després a tots els Caidos por Dios y por España!, responent també la multitud Presente!. També s'acostumava a afegir Viva Franco!, al que l'audiència contestava Viva!, o bé, si l'acte era prou exaltat, Franco hi era a l'acte es deia Franco, Franco, Franco!, rítmicament i sense fi.
José Antonio Primo de Rivera, fundador de la Falange Espanyola, era anomenat "l'Absent" des de la seva detenció i posterior afusellament l'any 1936, com a tràgica negació a acceptar la seva mort, el que va permetre a Franco no substituir-lo per ningú com a cap de la Falange.
Al seu torn, l'expressió "Caiguts per Déu i per Espanya" encapçalava les plaques d'homenatge posades al final de la Guerra Civil, a milers de llocs seleccionats per a complir funcions d'"espais de la memòria", la majoria de les vegades, l'església principal del poble. Sota diferents símbols, habitualment una creu i el jou i les fletxes, s'incloïa una llista encapçalada en tots els casos per José Antonio Primo de Rivera i continuada pels noms dels morts pertanyents al bàndol nacional del la localitat. Solia finalitzar amb un marcial "¡Presents!".

### Origen
L'origen del crit Una, grande y libre! es remunta al juliol de l'any 1932, quan un article que proposava aquest lema es va publicar al número 58 de la revista Libertad, d'Onésimo Redondo (fundador de les Juntes d'Ofensiva Nacional-Sindicalista, després integrades a la Falange, juntament amb Ramiro Ledesma, que hi havia editat una altra revista d'orientació feixista: La Conquista del Estado, i al que segons altres fonts se li atribueix l'autoria del lema; bé ell mateix, bé el seu més proper col·laborador, Juan Aparicio. Acabava amb aquesta frase. En realitat, al número 49 de la mateixa revista ja s'explicitava el crit.
Segons algunes fonts, el crit Espanya Una ja havia estat emprat per Onésimo Redondo l'11 d'abril del 1932 als carrers de Valladolid, per provocar un enfrontament amb la policia i que va acabar a puny i pistola amb un altre grup rival. Aquell mateix any 1932, Redondo va participar en el cop d'estat frustrat del General Sanjurjo i es va exiliar a Portugal, des d'on va seguir col·laborant amb una altra revista de la mateixa orientació, que es deia Igualdad..

## Una patria, un estado, un caudillo
Encara que el lema Una, Grande y Libre! va ser el que més es va utilitzar durant la dictadura, una altra tríada Una patria, un estado, un caudillo fou utilitzat amb profusió entre els anys 1936 i 1940. El seu difusor va ser Millán Astray, fundador de la Legió Espanyola i home d'absoluta confiança de Franco, a qui reverenciava, que en els primers mesos de la guerra va recórrer les zones controlades per les tropes sublevades, especialment a Castella i Navarra, servint a la causa personal de Franco i promocionant-lo entre la tropa i l'oficialitat com a líder indiscutible (en aquell moment Franco era un membre més de la Junta de Defensa Nacional). Al seu crit de Viva la muerte!", va afegir el de Una patria, un estado, un caudillo, adaptació del lema del Tercer Reich "Ein Volk, ein Reich, ein Führer" (un poble, un imperi, un líder). Quan la Junta de Defensa Nacional va esdevenir la Junta Tècnica de l'Estat i es va nomenar a Franco com a cap del nou estat, la publicació del lema es va fer obligatòria com a encapçalament en tots els diaris de la zona sublevada i a les targetes postals de campanya.

### L'oposició als lemes
Com recorda Antón Reixa en un article d'opinió, durant la dictadura, la ironia popular responia amb una rèplica satírica: Espanya és una perquè si n'hi hagués una altra hi estaríem tots a l'altra. De forma més discreta, quan es corejava cada una de les tres parts del crit, hi havia qui feia una mostra d'oposició al franquisme marcant o insistint amb un major volum a la tercera part (Libre!). Aquesta insistència en el punt que fa referència a la llibertat es descriu a les escenes de la pel·lícula Las 13 rosas de 2007, que transcorre a la Presó de dones de Ventas, on esperen la sentència de mort un grup de noies joves l'any 1939. Com a paradoxa, una de les raons per les que havien estat detingudes era per repartir propaganda amb el lema opositor Menos Franco y más pan blanco que es pot entendre com una resposta cap als crits de Franco, Franco, Franco! com una frase que aquest emprava com a propaganda franquista: Ni un hogar sin lumbre, ni un español sin pan, que es va arribar a imprimir a les bosses amb pa amb les que, en algunes ocasions, es va "bombardejar" la rereguarda republicana durant les últimes etapes de la guerra, per a demostrar la superioritat del bàndol sublevat, la seva pressuposada benevolència i per contrast amb la gana que regnava al bàndol republicà.
Existeix una cançó en català de Joan Manuel Serrat (Temps era temps) que, parlant de la postguerra, es refereix a ella com "temps del ¡Una, Grande y Libre!"

## ¡Arriba Espanya!

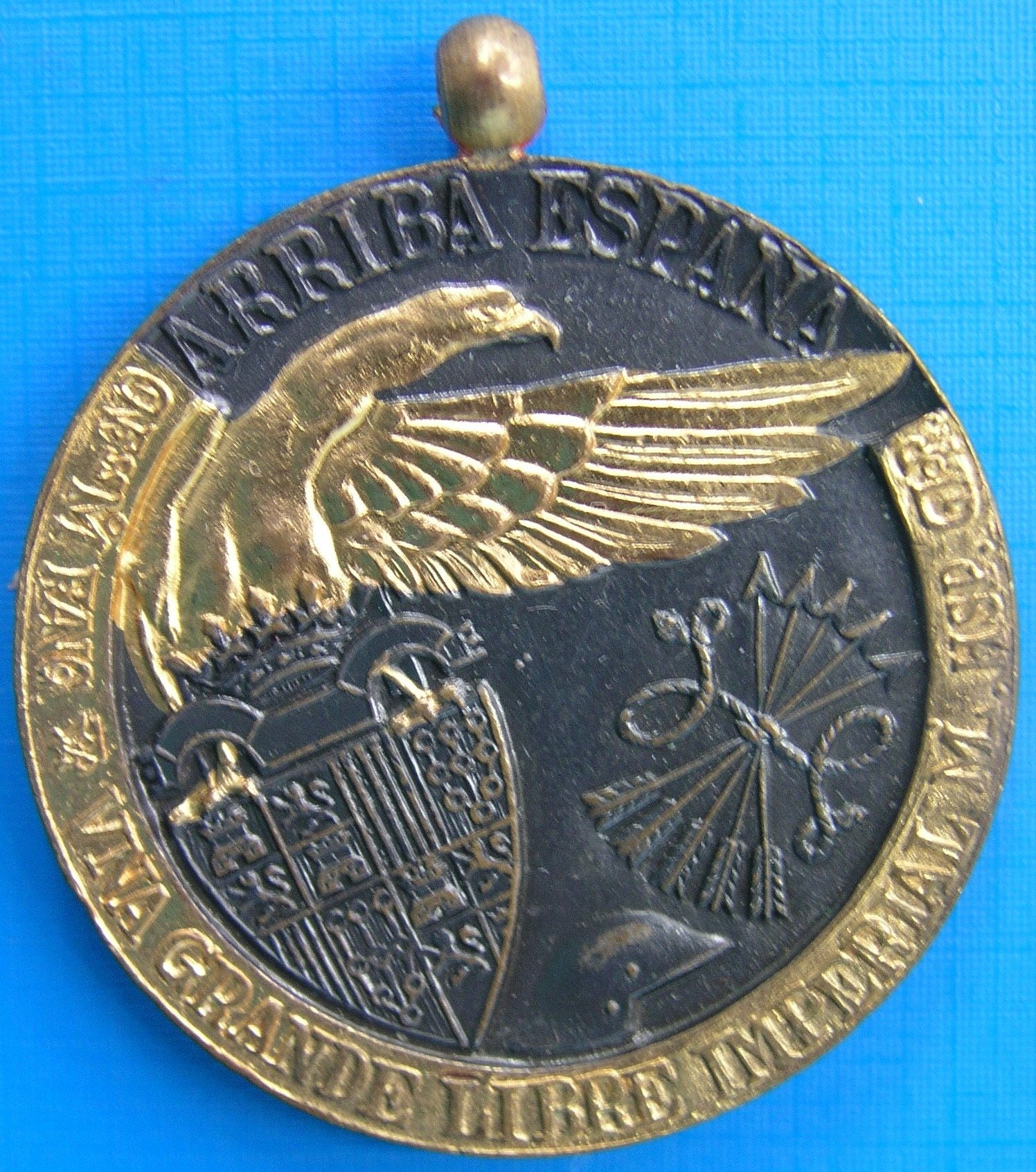
Medalla commemorativa de la victòria a la Guerra Civil.

El crit d'"¡Arriba Espanya!" va esdevenir obligatori durant la guerra civil al bàndol sublevat, havent de ser també l'entrada de les comunicacions escrites. La data s'havia de datar amb l'any ordinari al qual se li afegia l'afegitó d'I, II o II Any Triomfal (començant el 18 de juliol: 1936-37, 1937-38 o 1938-39), en estranya coincidència amb el calendari republicà francès. També s'emprava en moltes altres publicacions.
L'any 1939 va esdevenir l'Any de la Victòria des que així se'l va denominar a l'Últim comunicat de la Guerra Civil espanyola signat per Franco. En alguna font s'assenyala: "¡Salut a Franco! Visca Espanya. III Any Triomfal", com a "encapçalament necessari als escrits per a passar la censura militar". Al ajuntament de Villanueva Mesía, es recull com a pacte del ple del 31 de desembre de 1937 que totes les actes havien de començar amb l'expressió II Any Triomfal, com esdevindria a totes les localitats quan hi entraven les tropes nacionals.

### Origen
L'origen del crit "¡Arriba Espanya!" es sol atribuir al regeneracionista Macías Picavea i fou adoptat per José Antonio Primo de Rivera, com a part de la parafernàlia simbòlica amb la qual volia envoltar la Falange Española, a imitació del feixisme italià i el nazisme alemany, juntament amb el lema citat, la salutació romana, el jou i les fletxes dels Reis Catòlics, l'himne Cara al sol, la camisa blava (a imitació de la camisa negra del feixisme italià i la camisa parda nazi) i molts altres comportaments distintius (com, per exemple, l'apel·latiu de camarada). No obstant, aquests últims denotaven un tret més compromès, pel que el seu ús va decaure amb el pas dels anys fora dels ambients més declaradament falangistes, gradualment allunyats del centre de poder franquista. Això es va fer més evident, sobretot, després de la derrota de les Potències de l'Eix a la Segona Guerra Mundial.

### Paral·lelismes
«¡Viva Espanya!» tradicionalment s'havia cridat acompanyat de "¡Viva el Rey!", i podia recordar a la monarquia, per exemple, en la lletra de l'himne de la Guàrdia Civil: "Viva España, Viva el Rei, Viva el Orden y la Ley, Viva honrada la Guardia Civil". Atès que eren els crits més emprats pels enemics de la guerra civil, no s'empraven "¡Viva la República!" o "¡Viva la Revolució!". No obstant, a la retòrica falangista, la revolució era un concepte molt emprat i la república no era discutida quant a forma d'Estat, sinó pel significat polític i social que li havien donat els republicans. De fet, va existir un himne falangista (per raons òbvies, poc donat a conèixer pel franquisme) que uneix ambdós conceptes.
En els anys previs a la guerra civil, es feia servir crípticament la paraula «CAFE», en frases o cançons aparentment innocents, ocultant un acrònim el significat del qual era ‘Camaradas, Arriba Falange Espanyola’.

Dicen que te vas, te vas
y nunca te acabas de marchar de aquí
a ver a esa chica rubia que dicen que tienes en Valladolid
yo te daré
te daré niña hermosa
te daré una cosa
una cosa que yo solo sé: ¡café!

[en una altra versió, o una altra estrofa:]

Una mañana temprano
monté mi caballo y me fui a pasear.
me fui cruzando la ría de Villagarcía
que es puerto de mar
[Segueix la mateixa tornada]

### Els diaris
Van existir dos diaris que expressaven aquest lema. El primer d'ells l'Arriba, el qual va ser creat l'any 1935 però que fou suspès pel govern de la Segona República Espanyola un any més tard. Després de l'ocupació de Madrid per les tropes sublevades, els falangistes van confiscar les instal·lacions del diari El Sol, i va reaparèixer l'any 1939 com a diari propietat de Premsa del Movimiento Nacional. En endavant seria el diari oficial del règim franquista.
L'altre diari que va rebre el nom d’Arriba Espanya, fou creat a Pamplona per la Falange després d'usurpar els tallers del diari nacionalista basc La Voz de Navarra.

## Por el Imperio hacia Dios
És un lema que agrupava la idea d'Imperi i la de Déu conciliant el component nacionalcatòlic (que a Espanya era omnipresent) amb els trets expansionistes i militaristes del feixisme (que en altres casos europeus, sobretot l'alemany incloïen elements paganitzants o no catòlics). La seva rotunditat el fa ser molt citat als estudis sobre el franquisme.
Encara que la seva utilització va ser obsessiva durant el primer franquisme, el seu origen és fosc, podent-se remuntar molt en el passat. Gustavo Bueno troba una expressió similar en Calderón de la Barca «A Dios por razón de estado».

## Altres lemes de contingut religiós
L'ús d'advocacions religioses com a excusa per la propaganda política va ser prou abundant. En aquest cas es parafraseja una coneguda jota antifrancesa del segle xix, que procedeix del Setge de Saragossa (només es canvien les paraules "francesa" i "aragonesa"):

### ¡Detente bala! El Sagrat Cor

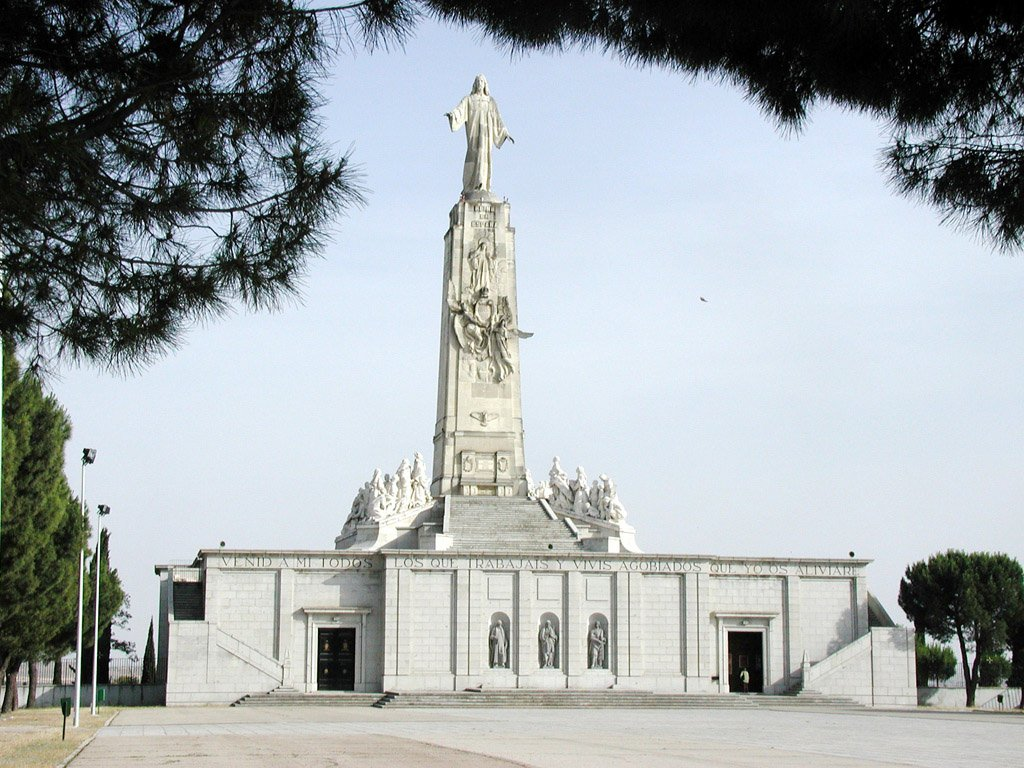
Monument al Sagrat Cor de Jesús al Cerro de los Ángeles.

La devoció cap al Sagrat Cor de Jesús també va tenir un tret marcadament polític, al que va ajudar la paròdia d'afusellament que va ser realitzada per un grup de milicians al Monument del Sagrat Cor de Jesús del Cim dels Àngels (on Alfons XIII havia consagrat a Espanya aquesta advocació) i que va ser solemnement desagraviat després de la victòria de Franco. Durant la guerra van ser molt populars els escapularis anomenats "¡Tente bala!" o "¡Detente bala!", en els quals, de vegades, sobre el fons de la bandera rojigualda, es presentava un cor coronat d'espines i el lema: ¡Tente bala, el Sagrado Corazón de Jesús está conmigo!", amb l'esperança que fossin útils per parar o desviar miraculosament les bales enemigues.
També va ser molt emprada (i ho continua sent en l'actualitat) la imatge del Sagrat Cor a una xapa metàl·lica fixada a la porta com a símbol de la condició catòlica d'una casa. Sol anar acompanyat d'algun lema, del tipus "El Sagrado Corazón de Jesús reina en esta casa". Aquesta costum pietosa no té per què tenir un significat polític però, en el context de la postguerra, a ningú se li oblidava que era una clara i senzilla forma de demostrar l'adhesió al règim franquista, el que explicava en gran manera la seva gran difusió. La societat tancada de la postguerra recorria a símbols externs d'aquesta índole i, fins i tot, a la forma de comportar-se o de vestir, per mostrar el rebuig a qualsevol sospita de pertànyer a l'esquerra: "Los rojos no llevaban sombrero", proclamava l'eslògan amb el qual es va anunciar la barreteria Brave.

### La família que resa unida, roman unida
El costum de resar en família, particularment el rosari, va ser patrocinada de forma insistent. Patrick Peyton, el Pare Peyton, un sacerdot nord-americà que va llançar una campanya mundial anomenada Croada d'Oració, es va fer molt famós amb aquest lema, que patrocinava el rosari en família. Va arribar a filmar una pel·lícula a Espanya (Los misterios del rosario, 1958)
La pressió per obtenir una moralitat catòlica integrista en tots els comportaments públics i privats era tan gran que va arribar a ser un requisit per a poder entrar al govern (per això era considerat l'estat civil de "ministrable" i l'adequació d'aquest a les pràctiques admeses per l'Església, el que es provava amb una família nombrosa). Algun ministre va rebre retrets per no casar-se o portar a terme una vida dissoluta. La protecció a la família tradicional, de model patriarcal i amb el major nombre de fills possible, era una de les polítiques més estimades pel règim franquista, a la que s'incloïen els "premis a la natalitat" i els denominats "punts" (complement salarial que depenia de les càrregues familiars).
Durant els períodes en què la pressió per mantenir una devoció era més gran, com la Setmana Santa o la presència d'alguna missió popular a una localitat, la pressió moral s'incrementava encara més, arribant-se a fer propaganda sonora (amb altaveus desplaçats en cotxes) de l'acte o ritual concret al que s'havia d'acudir, seguit d'oracions, frases devocionals o consignes amenaçants com "Pecador, alerta, alerta, que la muerte está a la puerta". La pressió era especial amb es adolescents i joves, amb l'obsessió per la virginitat i la puresa, propiciant els festejos perllongats i castos que acabessin en matrimoni. Les costums més innocents eren vistes amb preocupació. Es van emprar cartells per a desincentivar el "baile agarrao" ("Jóvenes que vais bailando / al infierno vais llegando", "Joven, diviértete... de otra manera"), mentre que s'estimulava la recuperació dels balls tradicionals, pels grups de Corals i Danses d'Espanya enquadrats dins de la Secció Femenina de la Falange, exhibits de forma anual a les "Demostraciones Sindicales de Agradecimiento al Caudillo" a l'Estadi Santiago Bernabéu o en altres ocasions (durant la festa de la Mare de Déu del Pilar o el Dia de la Hispanitat, per ser l'aniversari del descobriment d'Amèrica).

## Altres lemes de caràcter polític i social

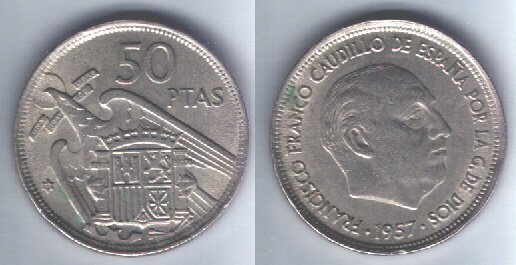
Revers i anvers d'una moneda de 50 pessetes de 1957.

El seu nombre era aclaparador. La seva reiteració en tot tipus d'àmbits els convertia en frases tan recognoscibles que la seva mera enunciació denotava el tret polític del que es volgués dir; i facilitava la paràfrasi o la tergiversació del seu sentit original, bé fos per elevar-lo a metafòric o bé per convertir-lo en irònic. Alguns d'ells provenien d'estrofes d'himnes patriòtics (estrechas las filas), altres de fórmules oficials com el que figurava en la moneda ("Francisco Franco, Caudillo de España por la Gracia de Dios"). Altres provinents dels discursos de Franco, es feien més aviat paròdics ("pertinaz sequia", "contubernio judeomasónico"...).

### Si ets espanyol, parla espanyol
Es feia servir "Habla la lengua del Imperio", com deia un cartell al Pati de Lletres de la Universitat de Barcelona, potser inspirat en la frase d'Elio Antonio de Nebrija en la Gramàtica castellana de 1492: "Siempre la lengua fue compañera del Imperio".
El seu ús va ser, sobretot, a Catalunya amb la intenció de desincentivar l'ús social de la llengua catalana després de la seva presa per l'exèrcit de Franco en l'última fase de la Guerra Civil (Barcelona el 26 de gener de 1939) i durant la postguerra.

### Rússia n'és culpable
Extreta d'un discurs de Ramón Serrano Suñer, del 23 de juny de 1941, l'endemà de la notícia que Alemanya havia envaït la Unió Soviètica. En ell es responsabilitzava a la Rússia comunista de Stalin de la tragèdia de la Guerra Civil espanyola, i animava a donar suport al Tercer Reich de Hitler en la seva lluita contra ella. La frase va ser destacada pels periòdics i emprada en la mobilització antisoviètica que va reclutar la Divisió Blava, formada teòricament per voluntaris, enquadrada en l'exèrcit alemany. Se suposa que aquells voluntaris no comprometien la posició internacional d'Espanya, que era neutral, encara que benvolent cap a les Potències de l'Eix. Finalment, la pressió de les potències occidentals sobre el govern de Franco van produir la seva retirada.
L'atribució a Rússia de tota mena de mals es complementava l'ús de molts tòpics amb base real, com l'Or de Moscou (la sortida de les reserves en or i divises del Banc d'Espanya, en poder del govern republicà durant la guerra civil, com a pagament per l'ajuda militar soviètica, la devolució exigir el govern de Franco) o els nens de Rússia que van ser evacuats de la zona republicana i que, a diferència dels acollits a França o altres països, no els va ser permès tornar a Espanya. Hi ha una pel·lícula documental de Jaime Camino amb el títol Els nens de Rússia (2001).
L'ocasió per a la venjança simbòlica de tants greuges la va donar el Campionat d'Europa de futbol 1964, que va incloure un partit Espanya - Unió Soviètica, en què el mític gol de Marcelino va donar la victòria a Espanya. L'ús del futbol com a via d'escapament de les tensions socials, es va arribar a reflectir en l'expressió "pa i futbol".

### Gibraltar, espanyol

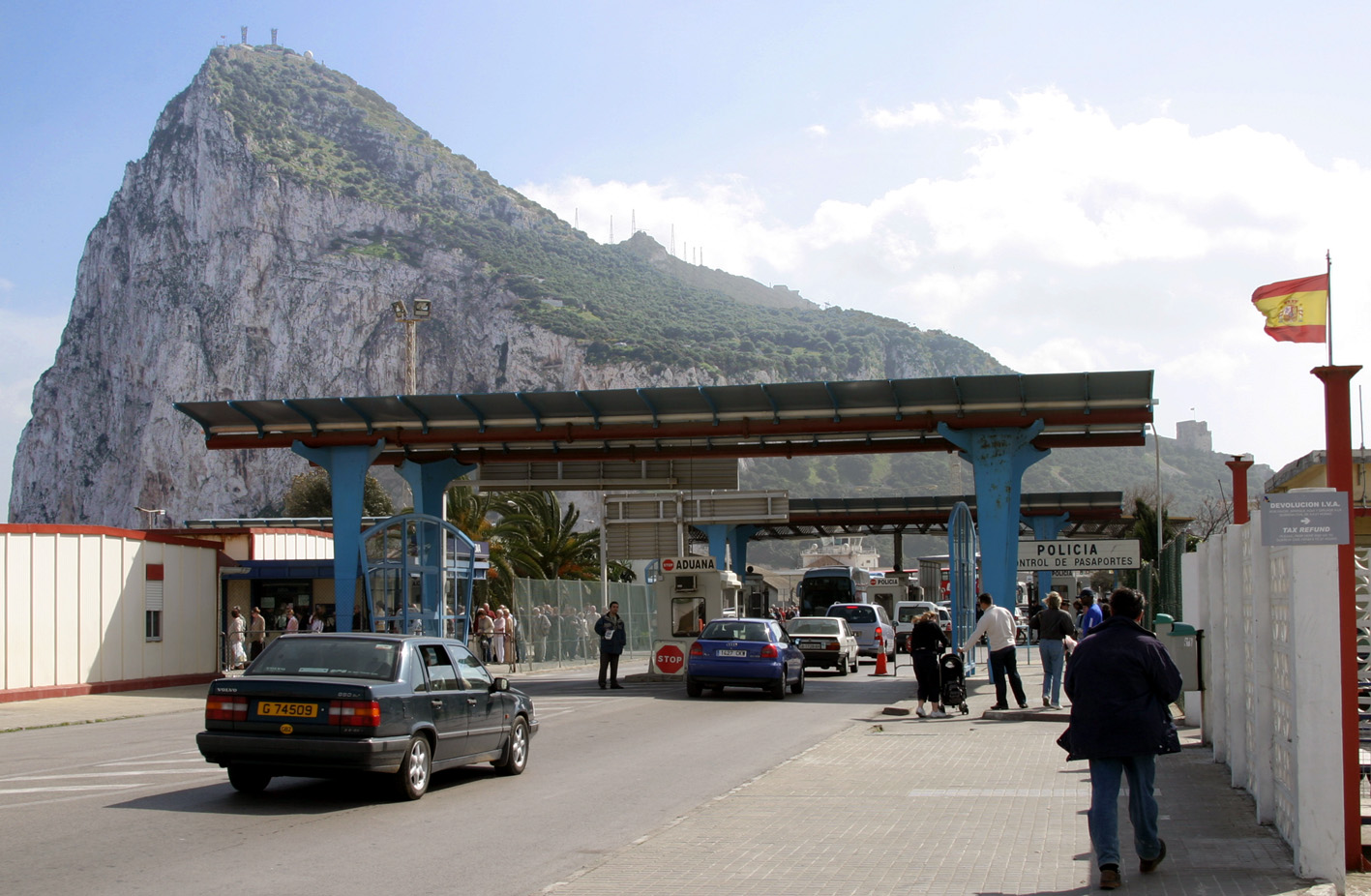
L'anomenat «reixat de Gibraltar» va ser tancat per la part espanyola com a mecanisme de pressió per aconseguir l'obertura de negociacions amb Gran Bretanya, i no es va tornar a obrir fins als anys 1980, amb el govern de Felipe González.

La reivindicació de Gibraltar havia estat constant des del Tractat d'Utrecht de 1713 que el va cedir a Gran Bretanya, però la seva intensitat havia estat molt discontínua. De fet, la Segona Guerra Mundial havia permès a Franco aprofitar les possibilitats que estratègicament li donava l'existència de la colònia anglesa, com va fer en les seves negociacions tant amb Hitler com amb els aliats (Regne Unit i els Estats Units d'Amèrica). Aquests, finalment, no van haver d'afrontar cap pressió militar pel costat espanyol. Després de la derrota del Tercer Reich, la pressió internacional contra el règim de Franco va produir un aïllament que periòdicament era emprat com confús factor de mobilització de l'opinió pública interna.
Excitant la anglofòbia amb el crit "¡Gibraltar español!" es van produir manifestacions més o menys "espontànies", destacant les de l'any 1954 en protesta per la visita d'Isabel II d'Anglaterra al penyal. És cèlebre l'anècdota de la conversa entre Ramón Serrano Suñer, ministre d'afers exteriors, i l'ambaixador del Regne Unit a Madrid en què, davant d'una d'aquestes manifestacions, quan el ministre li va preguntar a l'ambaixador si desitjava que li enviés més policia per protegir l'ambaixada, aquest li va respondre: "No, millor envieu-me menys manifestants".
L'any 1955 es va celebrar fins i tot una exposició oficial a la Biblioteca Nacional d'Espanya sobre aquest emblemàtic títol. Curiosament, els habitants de San Roque es van oposar vivament a la sortida del poble per anar a l'exposició d'una imatge del Natzarè, que anava a acompanyar a altres imatges (com la Verge de Santa Maria Coronada o La Mare de Sant Roc), originalment venerades a Gibraltar i que els gibraltarenys van treure de la ciutat en evacuar aquesta en el segle xviii. Temien que no la tornessin, encara que finalment els seus recels van ser vençuts i es va portar a l'exposició.
L'emulació patriòtica va fer que es posés el nom "Gibraltar español" als carrers de moltes poblacions.

### XXV Anys de Pau

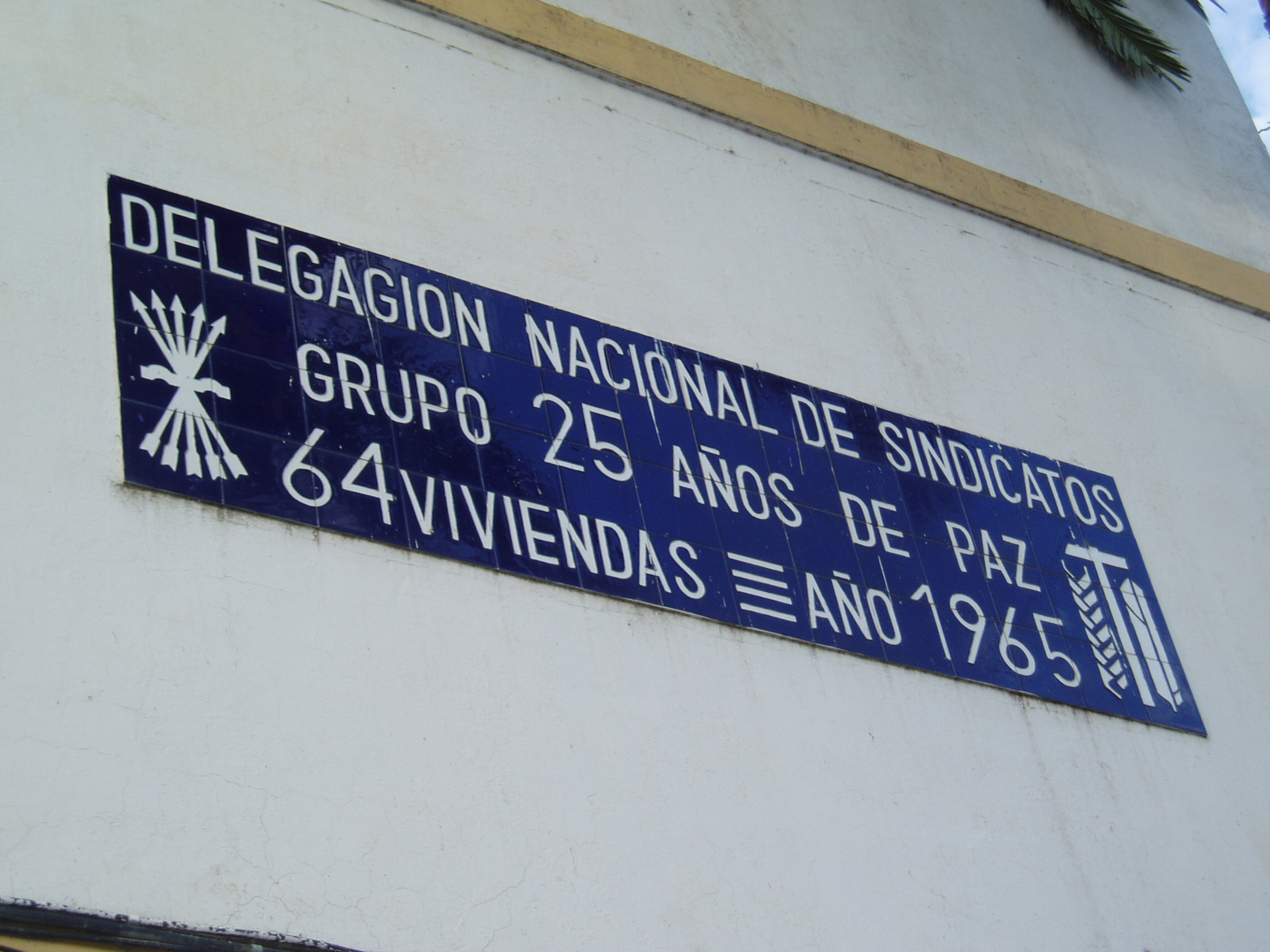
Placa a un dels habitatges de 1965 a Estepona: els "25 anys de Pau"

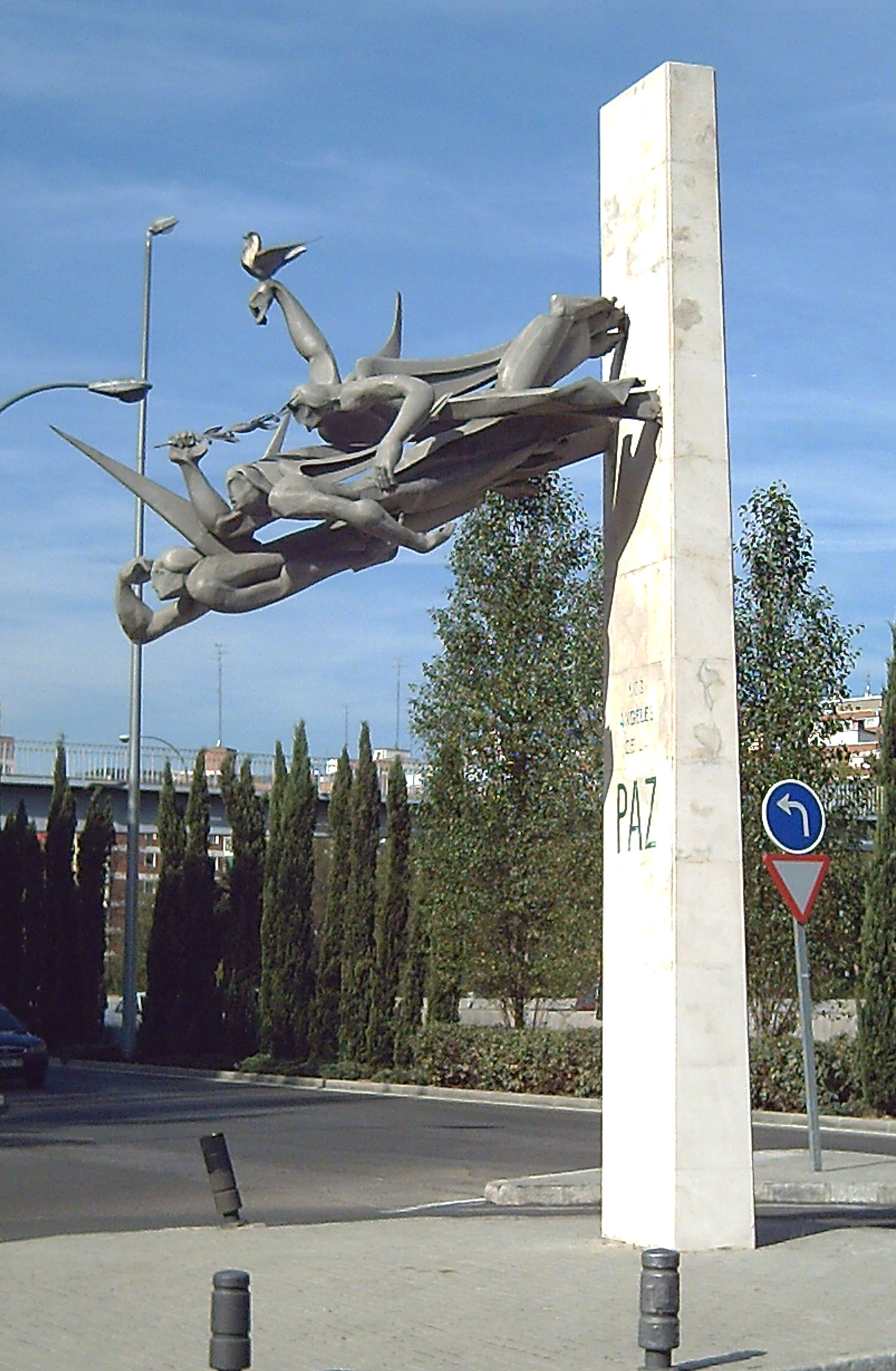
Els àngels de la Pau, de José Espinós Alonso, Madrid, 1964.

L'any 1964 es commemora el vintè cinquè aniversari del final de la Guerra Civil espanyola, el que va marcar una important diferència: amb Manuel Fraga al Ministeri d'Informació i Turisme, es va buscar el lema reconciliador de la Pau, en comptes d'insistir tant en la Victòria, expressió que recordava la divisió i l'enfrontament. Amb aquest nom es van construir hospitals (l'Hospital de la Pau, al nord de Madrid, encara en funcionament) i carreteres. També hi va haver una massiva emissió de segells amb aquest lema i diferents motius visuals ("XXV Anys de Pau Espanyola").

### Espanya és diferent
També molt citat en la seva versió anglesa "Spain is different". El mateix Manuel Fraga va promoure aquesta campanya, sobretot destinada al turisme exterior, que promocionava la diversitat de paisatges i l'exotisme espanyol. El lema va ser utilitzat a l'interior d'Espanya de forma paròdica, fins i tot amb tints desencantats i fatalistes, com un indicador de l'anormalitat i excepcionalitat de la situació política d'Espanya enfront de les democràcies de l'Europa Occidental.

### Sentinella d'Occident
Es feia servir com a epítet heroic del mateix Francisco Franco, en un lema que l'identifica com la mateixa Espanya, a l'extrem occident d'Europa i conservadora dels "valors eterns" de la civilització occidental, desafiats pel marxisme. La frase guardava un paral·lelisme amb la qualificació d'Espanya com "Martell d'heretges, Llum de Trento, Espasa de Roma" de Marcelino Menéndez Pelayo En aquest cas, s'identifica a l'Espanya de Franco com un ferm bastió antisoviètic, en el moment històric de la Guerra Freda, en què la retòrica oficial del franquisme va abandonar els tons més feixistes del falangisme, que incomodaven per l'acostament als Estats Units d'Amèrica. Tot i que Espanya no es va beneficiar del Pla Marshall ni va ingressar a l'OTAN (com sí que ho havia fet Portugal), es va iniciar una relació bilateral, que incloïa la cessió de bases militars amb la superpotència nord-americana, anteriorment qualificada d'infernal, atea o judeomaçònica, en record de la Guerra hispano-estatunidenca de 1898, que havia provocat la fi de l'imperi colonial espanyol i implicat conseqüències personals per a la família de Franco i la frustració de la projectada carrera naval d'aquest.

#### Altres expressions per a referir-se a Franco
La presentació estereotipada de Franco solia ser, en forma completa: "La seva Excel·lència el Cap d'Estat, Generalísimo Franco, Victoriós Cabdill dels Exèrcits de Terra, Mar i Aire", encara que el més habitual era abreujar aquesta presentació. També se solia denominar al Cabdill com "Caudillo de España" o "Caudillo de nuestra Gloriosa Cruzada debLiberación Nacional". La litúrgia de la missa es va canviar, després de la signatura del Concordat de 1953, per introduir en l'oració "Ducem nostrum Franciscum" ("el nostre Cabdill Francisco") al costat dels precs pel Papa i pel bisbe de la diòcesi. Aquest honor estava reservat, des de feia segles, als noms dels reis.
La paraula "cabdill", amb precedents des del segle xix, en els cabdills hispanoamericans que van donar origen a l'expressió cabdillisme, es va escollir als primers anys de la guerra civil, sense dubte tenint en compte que Mussolini era anomenat Duce i Hitler era anomenat Führer, que en ambdós casos es poden traduir com a "guia" o "conductor", que també són el significat de "cabdill". També es va haver de tenir en compte que les Joventuts de la CEDA, enquadrades de forma gairebé paramilitar, saludaven a Jose María Gil-Robles durant la Segona República com a Cap. Curiosament, els dirigents comunistes van escollir mots semblants: Mao era anomenat el "Gran Timoner", Nicolae Ceaușescu era el "Conducător", Kim Il-sung era anomenat "Gran Cap" (el seu fill, Kim Jong-il fou anomenat "Estimat Cap"); en el que s'ha denominat culte a la personalitat, un component que és idèntic en el cas del feixisme.
Altres expressions laudatòries per a Franco eren molt comuns: "home providencial", "Salvador de España", "La Espada más limpia de Europa", "El més jove general d'Europa" (el rei Alfons XIII el va ascendir a General pels mèrits contrets en la Guerra del Rif) o "l'únic vencedor del marxisme", com va recordar el general Augusto Pinochet, que va assistir al seu funeral en l'any 1975, sent dictador de Xile.
Amb una frase extreta de les últimes declaracions televisives del president del Govern, Carlos Arias Navarro, també se li denominava "la llumeta del Pardo", ja que aquest havia suggerit a qui dubtessin de la seva capacitat física de seguir governant que anessin a la seva residència oficial (el Palau del Pardo, als afores de Madrid) i veiessin com fins a altes hores de la matinada hi havia una llumeta a la finestra del seu despatx des del qual vetllava pel bé d'Espanya. Ell va arribar a rebre apel·latius més colorits, com el que li va donar Joaquín Arrarás: "Timoner del dolç somriure".

## Dates simbòliques

### 18 de juliol

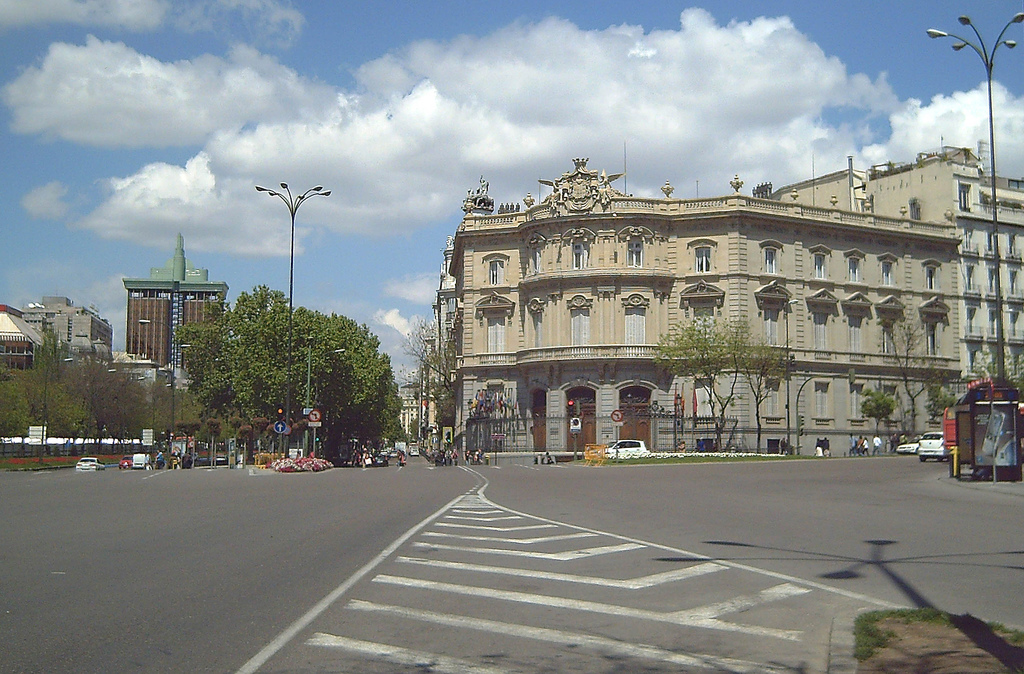
Vista actual del Passeig de Recoletos des de la Plaça de Cibeles (Madrid), escenari de les «Desfilades de la Victòria» cada 18 de juliol, dia de la Festa Nacional durant el franquisme. El lloc era marcadament representatiu per acollir les seus d'institucions oficials (Ministeri de l'Exèrcit -avui Caserna General de l'Exèrcit-, Ministeri de Marina -avui Caserna General de l'Armada-, Banc d'Espanya, Palau de Comunicacions) i dels bancs més importants.

Les referències a la data de revolta militar que va donar lloc a la Guerra Civil (18 de juliol de 1936) eren constants, i es designava al propi sistema polític amb el nom de "règim del 18 de juliol". Es parlava dels "Homes del 18 de juliol" per designar els que havien intervingut en l'anomenat "Aixecament Nacional" i distingir-los dels militars o polítics de les següents generacions; o de "l'esperit del 18 de juliol" per referir-se a la seva ideologia, plasmada en els "Principis Fonamentals del Moviment Nacional", part inamovible de les Lleis Fonamentals.
La festa nacional oficial va ser el 18 de juliol, en el qual se celebraven les recepcions en les ambaixades espanyoles a l'estranger. Com a acte principal, en un traçat fixat en el Passeig de Recoletos i el Passeig de la Castellana de Madrid (el tram final s'havia rebatejat com Avinguda del Generalísimo), tenia lloc la Desfilada de la Victòria, commemorativa del primer, el 1939, pocs mesos després d'acabar la guerra. Des de l'any 1976, ja amb la monarquia de Joan Carles I, es va canviar la data al 12 d'octubre, Dia de la Hispanitat, i la denominació va passar a ser Dia de les Forces Armades i Desfilada de les Forces Armades.
Per propiciar l'adhesió, o com a mínim la satisfacció popular, es va establir una "paga extraordinària del 18 de juliol" com a gratificació obligatòria per afegir a tots els sous. Durant la Transició democràtica espanyola es va mantenir, però desplaçada cap al mes de juny, amb l'excusa de commemorar l'onomàstica del rei (Joan Baptista).

### 20 de novembre, Plaça d'Orient

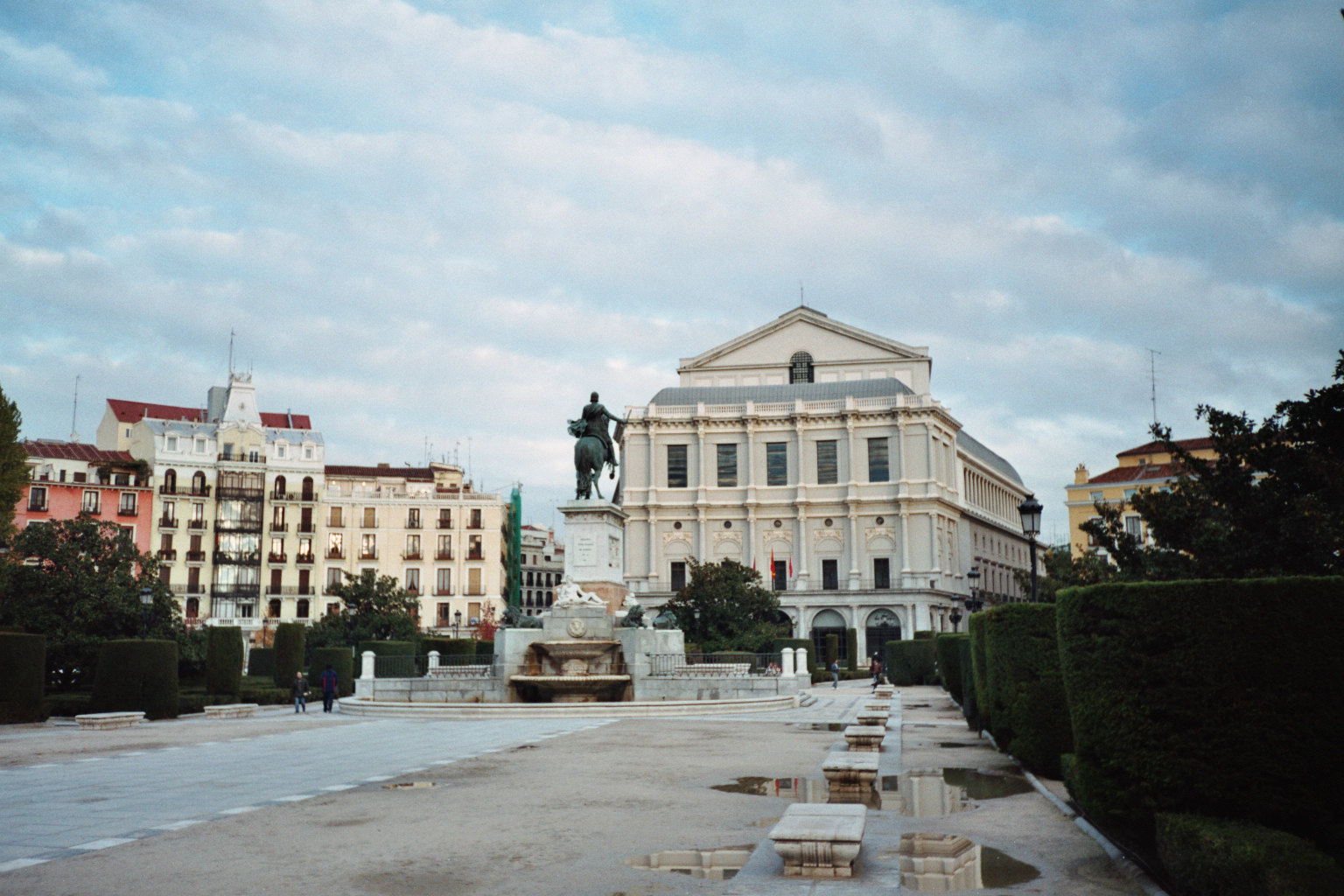
Vista de la Plaça d'Orient de Madrid amb el Teatre Real al fons, lloc de manifestacions de reivindicació del règim franquista.

Ejl simbolisme de la data es va iniciar amb l'afusellament de José Antonio Primo de Rivera (20 de novembre de 1936), que va passar a ser anomenat "Dia del dolor". D'altra banda, durant la guerra, havia estat també el dia de la mort del dirigent anarquista Buenaventura Durruti. Curiosament (encara que es creu en la possibilitat que els metges perllonguessin artificialment la seva vida amb aquesta fi) va coincidir amb la data de la mort de Franco (20 de novembre de 1975) i des de llavors amb les convocatòries anuals de manifestacions dels grups d'ultradreta (Fuerza Nueva, Germandat Nacional d'Excombatents) que reivindiquen l'herència del franquisme, sota aquest lema. L'elecció de la Plaça d'Orient de Madrid per dur a terme aquests actes, es va fer per marcar la continuïtat amb l'espai privilegiat que havia acollit manifestacions multitudinàries durant la vida de Franco, sent famosa la que va convocar per a rebre a Eva Perón (1947) o les que preteníen demostrar l'adhesió popular al Cabdill amb motiu dels principals episodis d'aíllament internacional, l'última, després dels afusellaments del 27 de setembre de 1975.
En anys posteriors, es va triar aquesta data per dur a terme atemptats mortals contra Santiago Brouard (1984) i, posteriorment, contra Josu Muguruza (1989), destacats membres d'Herri Batasuna, el vessant política del grup terrorista ETA. En el primer cas va ser obra dels Grups Antiterroristes d'Alliberament, en el segon cas no es va poder demostrar la connexió. Des de llavors, s'han vingut atribuint i utilitzant en el debat polític i mediàtic, a terrorisme d'Estat, a elements connectats (d'alguna manera) amb el Ministeri de l'Interior d'Espanya (en aquell moment sota el govern del PSOE) o a grups o elements d'extrema dreta.

### 1 d'octubre
El primer d'octubre de 1975, va coincidir amb el 39 aniversari de la proclamació de Franco com a Cap d'Estat pels militars revoltats en 1936.
El mateix dia de la manifestació, un grup terrorista d'extrema esquerra va cometre el seu primer atemptat mortal, després del que es va batejar com GRAPO (Grups de Resistència Antifeixista Primer d'Octubre) en referència a aquest dia.